# Josef Anton Schobinger

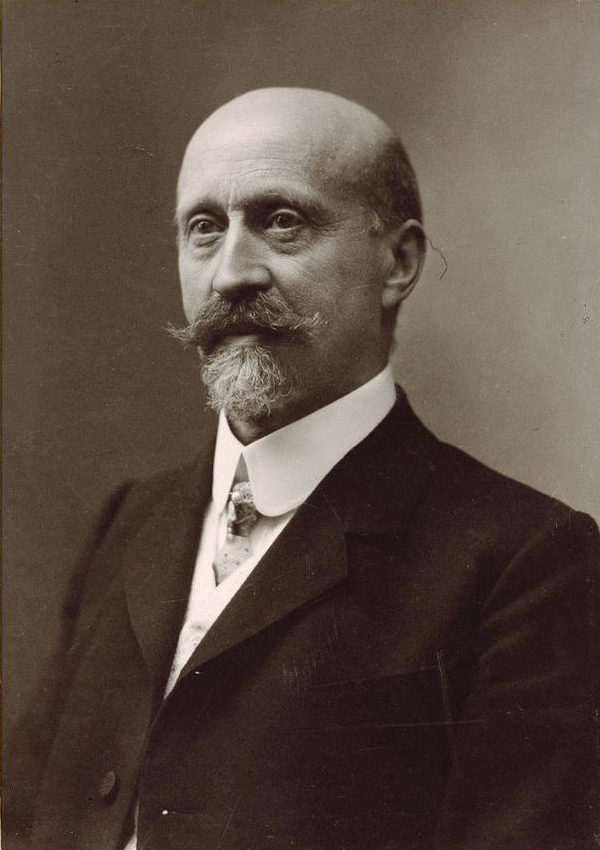

Josef Anton Schobinger (Luzern, 30 januari 1849 - Bern, 27 november 1911) was een Zwitsers politicus.
Schobinger studeerde architectuur aan het Polytechnikum te Zürich en was daarna korte tijd als architect werkzaam. In 1874 werd hij in de Grote Raad van het kanton Luzern gekozen voor de Conservatieve Partij en in 1879 werd hij lid van de Regeringsraad. Hij beheerde het departement van Bouwwezen. Van 1 januari tot 31 december 1883, van 1 januari tot 31 december 1889, van 1 januari tot 31 december 1893, van 1 januari tot 31 december 1900 en van 1 januari tot 31 december 1905 was hij Schultheiss van Luzern (voorzitter van de Regeringsraad). Na het overlijden van (de Luzerner) Philipp Anton von Segesser, de leider van de conservatieven in de Nationale Raad, in 1888, werd Schobinger tot diens opvolger in het parlement gekozen. Van 1895 tot 1902 was Schobinger voorzitter van de conservatieve fractie in de Bundesversammlung. Van 1904 tot 1905 was hij voorzitter van de Nationale Raad.
Schobinger werd in 1895 gekozen tot voorzitter van de federale Katholieke Conservatieve Partij, de voorloper van de huidige Christendemocratische Volkspartij (CVP).
Schobinger werd op 18 juni 1908 in de Bondsraad gekozen en bleef lid van de Bondsraad tot zijn overlijden. Hij beheerde de volgende departementen:
- Departement van Justitie en Politie (1908)
- Departement van Handel, Industrie en Landbouw (1909)
- Departement van Financiën (1910)
- Departement van Binnenlandse Zaken (1911)